# N-metilbutanamina
La N-metilbutanamina es una amina secundaria con fórmula molecular C5H13N.